# Jenny (1948)
Jenny (auch: Jennie – Das Portrait einer Liebe; Originaltitel: Portrait of Jennie) ist ein US-amerikanischer Fantasyfilm von William Dieterle aus dem Jahr 1948. Der Film, der auf dem gleichnamigen Roman von Robert Nathan basiert, erhielt 1949 den Oscar für die besten visuellen Effekte.

## Handlung
Amerika in den 1930er-Jahren, während der Great Depression: Eben Adams ist ein New Yorker Künstler, der mit seiner Arbeit unzufrieden ist. Er erlebt Momente großer Inspiration, kann sie aber nicht zufriedenstellend umsetzen und schon gar nicht verkaufen, um davon leben zu können. Gegen Essen und Trinken als Bezahlung malt er für die irische Bar von Mr. Moore ein patriotisches Bild, seine Vermieterin kann Eben trotz fälliger Mieten mit seinem Charme gnädig stimmen. Im verschneiten Central Park, den er oft durchstreift, um sich Anregungen für sein Werk zu holen, trifft er so eines Morgens Jennie Appleton, die in einer eigenen Welt zu leben scheint und viel davon erzählt; sie kennt nicht den Unterschied zwischen Vergangenheit und Gegenwart. Jennie begegnet ihm noch häufiger, verschwindet aber immer, gerade als Eben es zu gelingen scheint, konventionelle Gespräche mit ihr zu führen.
Auf der Suche nach ihr zieht er Monate lang durch den Park; als er sie wiederfindet, ist Jennie verändert und wirkt deutlich älter. Sie fasziniert ihn so sehr, dass er ein Porträt von ihr anfertigt. Ebens weise Kunsthändlerin Miss Spinney, die ihn stets unterstützt hat, bemerkt, er habe ein Meisterwerk geschaffen. Das Bild bedeutet seinen künstlerischen wie kommerziellen Durchbruch. Mit der Zeit will Eben mehr über die mysteriöse Jennie herausfinden. Er befragt mehrere Zeitzeugen, die Jennie kennengelernt haben. Zuletzt erfährt Eben durch die Ordensschwester Maria, dass Jennie vor vielen Jahren in einem fürchterlichen Sturm mit ihrem Boot gekentert ist. Er reist an den Ort des Sturms, um seine Geliebte zu sehen und vielleicht ihren Tod zu revidieren. Am Jahrestag der Tragödie kommt der Sturm erneut auf, der den Geist von Jennie endgültig ins Meer mitnimmt. Schon fast entschwunden, versichert Jennie Eben, dass ihre Liebe die Zeiten überdauern wird.

## Produktionshintergrund
Robert Nathans Roman Portrait of Jennie war 1940 erschienen und erregte die Aufmerksamkeit des Star-Filmproduzenten David O. Selznick. Dieser plante aus dem Stoff ein Starvehikel für die bei ihm unter Vertrag stehende Schauspielerin Jennifer Jones zu machen, die er wenige Monate nach Veröffentlichung des Filmes auch heiraten sollte. Als Regisseur wurde der Deutsche William Dieterle von Selznick verpflichtet, mit dem er zuvor schon mehrere Filme gedreht hatte – unter anderem das Liebesdrama Ich werde dich wiedersehen, in dem auch Joseph Cotten wie in Jenny die männliche Hauptrolle verkörperte.
Das Gemälde der Jenny wurde für den Film von dem bekannten Maler Robert Brackman (1898–1980) hergestellt und Selznick hängte das Bild nach seiner Heirat mit Jennifer Jones in ihr gemeinsames Haus auf.
Die Drehzeit war ungewöhnlich lang von Februar 1947 bis Oktober 1948. Mit einem Budget von knapp über vier Millionen US-Dollar war Jenny für die damalige Zeit ein außergewöhnlich kostspieliger Film. Das lag auch daran, dass er nicht nur in den Selznick International Studios Culver City, sondern auch an Originalschauplätzen wie dem Graves Light und in Manhattan mit dem Metropolitan Museum of Art drehte. Kostspielig und außergewöhnlich ist die Technicolor-Farbsequenz am Ende des Filmes, der ansonsten die meiste Zeit Schwarzweiß ist. Der Kameramann des Films, Joseph H. August, starb kurz nach Ende der Dreharbeiten und erhielt für seine Arbeit eine Oscar-Nominierung.
Die Uraufführung erfolgte am 25. Dezember 1948 im Cathay Circle, Los Angeles, die Uraufführung der Neufassung am 29. März 1949 im Rivoli, New York. Deutsche Erstaufführung war am 24. August 1954 im Bieberbau, Frankfurt.

## Synchronisation
Die deutsche Synchronfassung entstand zur deutschen Kinopremiere, die am 3. September 1954 stattfand.
| Rolle                                          | Schauspieler    | Dt. Synchronsprecher     |
| ---------------------------------------------- | --------------- | ------------------------ |
| Eben Adams                                     | Joseph Cotten   | Wolf Ackva               |
| Jennie Appleton                                | Jennifer Jones  | Marianne Kehlau          |
| Mrs. Spinney, Kunsthändlerin                   | Ethel Barrymore | Käte Alving              |
| Mr. Matthews, Kunsthändler                     | Cecil Kellaway  | Werner Lieven            |
| Gus O`Toole, Taxifahrer                        | David Wayne     | Til Kiwe                 |
| Moore, irischer Barbesitzer                    | Albert Sharpe   | Walter Holten            |
| Eke (verleiht Eben sein Boot)                  | Henry Hull      | Klaus W. Krause          |
| Pete, alter Wächter beim Theater               | Felix Bressart  | Anton Reimer             |
| Clara Morgan, altes Dienstmädchen beim Theater | Maude Simmons   | Olga von Togni           |
| Mrs. Jekes, Vermieterin                        | Florence Bates  | Charlotte Scheier-Herold |
| Mrs. Bruce, Mrs. Jekes' Freundin               | Esther Somers   | Erna Großmann            |

## Kritiken
„Die fantastische Liebesgeschichte ist etwas verworren und pseudophilosophisch erzählt, aber technisch perfekt gemacht und sehr gut gespielt.“

„Phantastisch, zärtlich und herzergreifend. Joseph Augusts Kamera entlockt der Odyssee des Paares magische Bilder. Luis Buñuel sagte über den Film, er habe ihm ‚ein großes Fenster‘ geöffnet.“